# McDonald’s
 (транскр.  Макдоналдс) амерички је ланац ресторана брзе хране који су 15. маја 1940. основали браћа Ричард и Морис Макдоналд отварањем свог ресторана у Сан Бернардину у Калифорнији. Поновно су реконструисали своје пословање као штанд са хамбургерима, а касније су претворени компанију у франшизу. Златни лукови који представљају садашњи лого појавили су се први пут 1953. године у Финиксу у Аризони. Ланац се почео ширити 1954. године када је бизнисмен Реј Крок, одушевљен услугом у ресторану, предложио браћи Макдоналд отварање нових ресторана. McDonald’s је имао своје оригинално седиште у Оук Бруку (Илиноис), али су преместили своје глобално седиште у Чикаго почетком 2018. године.
Данас је McDonald’s највећи светски ланац ресторана брзе хране по приходу, на више од 69 милиона клијената дневно у преко 100 земаља преко 37.855 продајних места према подацима из 2018. године. Иако је McDonald’s најпознатији по својим хамбургерима, чизбургерима и помфриту, они такође служе пилеће производе, доручак, безалкохолна пића, милкшејкове, врапове и дезерте. Као одговор на промену укуса потрошача и негативну реакцију због нездраве хране, компанија је својим јеловницима додала салате, рибу, сокове и воће. Приходи корпорације McDonald’s потичу од ренте, ауторских накнада и накнада које плаћају корисници франшизе, као и од продаје у ресторанима у којима послује компанија. Према два извештаја објављена 2018. године, McDonald’s је други највећи приватни послодавац на свету са 1,7 милиона запослених (иза Волмарта са 2,3 милиона запослених).
McDonald’s је једна од главних мета антиглобалистичких напада, који га виде као симбол ширења америчког и западњачког капитализма. Маскота ресторана McDonald’s је кловн Роналд.

## Историја
Браћа Ричард и Морис Макдоналд отворили су 1940. први Макдоналдс ресторан на локацији 1398 Северна источна улица код западне 14. улице у Сан Бернардину, Калифорнија (на 34° 07′ 32″ С; 117° 17′ 41″ З / 34.1255° С; 117.2946° З), али се тај ресторан није задржао до данас. Реј Крок је извршио измене у пословном моделу браће како би модернизовао пословање. Браћа су увела „систем брзе услуге” 1948. године, стављајући у ширу употребу принципе модерних ресторана брзе хране које је њихов претходник ресторан Бели Дворац спровео у пракси више од две деценије раније. Оригинална маскота Макдоналдса био је куварски шешир на врху хамбургера који се називао „Спиди”. Године 1962. су златни лукови заменили су Спидија као универзална маскота. Симбол, Роналд Макдоналд, уведен је 1965. године. Кловн, Роналд Макдоналд, појавио се у рекламама како би се усмерила клијентела на децу.
Дана 4. маја 1961. Макдоналдс је први пут поднио пријаву за заштитни знак у САД на име „McDonald’s” са описом „драјв-ин ресторанске услуге”, који се и даље обнавља. До 13. септембра, Макдоналдс је под руководством Реја Крока поднео захтев за заштитни знак над новим логотипом - преклапајућим дволучним „М” симболом. Пре двоструких лукова, Макдоналдс је користио један лук за архитектуру својих зграда. Иако се логотип златних лукова појављивао у различитим облицима, садашња верзија није коришћена све до 18. новембра 1968. године.
Данашња корпорација одаје заслуге за своје оснивање бизнисмену франшиза Реју Кроку, дана 15. априла 1955. године. Тада је заправо отворен девети ресторан. Тај ресторан је био уништен и обновљен 1984. године. Крок је био агресиван пословни партнер, који је касније купио власничка права у компанији од браће Макдоналд и почео глобалну експанзију компаније.
Kroc и браћа Макдоналд су се борили за контролу над пословањем, као што је документовано у Кроковој аутобиографији. Ресторан Сан Бернардино је на крају срушен (1971, према Хуан Полу), и локација је продата ланцу Хуан Поло 1976. године. Ова област сада служи као седиште ланца Хуан Поло, и музеј Макдоналдса и Руте 66. Ширењем Макдоналдса на многа међународна тржишта, компанија је постала симбол глобализације и ширења америчког начина живота. Његова истакнута позиција такође је постала честа тема јавних дебата о гојазности, корпоративној етици и одговорности за потрошача.

### У Југославији и Србији
Први ресторан McDonald’s у Југославији, уједно и у централној и југоисточној Европи, отворен је 24. марта 1988. у Београду, на Славији. У Србији данас ради 34 ресторана McDonald’s: 22 у Београду, 3 у Новом Саду, 2 у Нишу и по један у Крагујевцу, Суботици, Панчеву, на Коридору 10 код Велике Плане и на Коридору 10 код Старе Пазове. McDonald’s је 1997. и 1998. отворио ресторане и у Крагујевцу (на различитој локацији од садашње), Шапцу, Зрењанину, Чачку и Јагодини, али су 1. јануара 2002. затворени због нерентабилног пословања. 2018. затворен је ресторан у Земуну који је више година пословао. Дана 21. јуна 2021. затворен је први новосадски McDonald’s, који је отворен 1996. у Аполо центру, због истека закупа локације. Недуго затим затворен је и први нишки ресторан који се налазио на Тргу Краља Милана (или популарно код Коња) који је пословао од 1994. године, из истих разлога. Најављено је отварање новог локала са концептом McDonald’s Drive Thru у скорије време у Новом Саду.

### Лого кроз године
- 1940—1948
- 1948—1953
- 1953—1960
- 1960—1968
- 1968—2003
- 2003—2006
- 2006—данас

## Преглед предузећа

### Чињенице и подаци
Ресторани су присутни у 120 земаља и територија широм света и услужују 68 милиона корисника сваког дана. McDonald’s управља са 37.855 ресторана широм света, запошљавајући више од 210.000 људи на крају 2018. Тренутно укупно постоји 2.770 локација у власништву компаније и 35.085 локација са франшизом, што укључује 21.685 локација франшизованих конвенционалним корисницима франшизе, 7.225 локација које су лиценциране за развојне носиоце лиценци, те 6.175 локација које су лиценциране за стране подружнице.

## Галерија
- Унутрашњост McDonald’s ресторана у Кингстону, Канада.
- McDonald’s у Варшави.
- McDonald’s у Орланду
- McDonald's у Шкотској.
- McDonald’s у Суботици
- McDonald’s у Канади